# ヤツェク・グラルスキ
ヤツェク・グラルスキ（Jacek Góralski、1992年9月21日 - ）は、ポーランド・ブィドゴシュチュ出身のプロサッカー選手。ポーランド代表。VfLボーフム所属。ポジションはミッドフィールダー（守備的ミッドフィールダー）。

## 経歴

### クラブ
ザヴィシャ・ブィドゴシュチュの下部組織で育ちトップチーム昇格を果たしたが、172cmという体格の問題もあって構想外となり、2011年にIIIリガ（4部リーグ相当）のヴィクトリア・コロノヴォへ移籍した。下部リーグでのプレーが認められ同年にエクストラクラサのヴィスワ・プウォツクへ移籍。ヴィスワでは4シーズンを過ごしリーグ戦107試合に出場し5得点をあげた。
2015年7月、エクストラクラサのヤギエロニア・ビャウィストクと4年契約を締結し移籍。ヤギエロニアでは2シーズンを過ごしリーグ戦107試合に出場し5得点をあげた。
2017年8月1日、ブルガリアのPFCルドゴレツ・ラズグラドと3年契約を締結し移籍した。
2020年1月19日、カザフスタンのFCカイラトと3年契約を締結し移籍した。
2022年6月17日、VfLボーフムと2年契約を締結した。

### 代表
2016年11月14日に行われたスロベニア代表との国際親善試合でポーランド代表デビュー。2018年6月、ロシアで行われた2018 FIFAワールドカップの代表メンバーに招集された。

## 代表歴

### 出場大会
- ポーランド代表
  - 2018年 - FIFAワールドカップ

### 試合数
- 国際Aマッチ 21試合 1得点（2016年-2022年）[8]

| ポーランド代表 | 国際Aマッチ | 国際Aマッチ |
| 年             | 出場        | 得点        |
| -------------- | ----------- | ----------- |
| 2016           | 1           | 0           |
| 2017           | 1           | 0           |
| 2018           | 7           | 0           |
| 2019           | 4           | 1           |
| 2020           | 4           | 0           |
| 2021           | 0           | 0           |
| 2022           | 4           | 0           |
| 通算           | 21          | 1           |

## タイトル

### クラブ
ルドゴレツ・ラズグラド
- ブルガリアプロサッカーリーグ: 2017-18, 2018-19